# Ateleute tinctoria
Ateleute tinctoria là một loài tò vò trong họ Ichneumonidae.